# Bästenhardt
Bästenhardt ist ein Stadtteil von Mössingen im Landkreis Tübingen in Baden-Württemberg (Deutschland). Der Stadtteil wurde 1960 gegründet und ist damit der jüngste Ort im Landkreis Tübingen.

## Geographie
Bästenhardt liegt südwestlich der Mössinger Kernstadt.

### Nachbarorte
Folgende Orte grenzen an Bästenhardt; deren einzelne Zugehörigkeit wird in den jeweiligen Artikeln erwähnt, sie werden im Uhrzeigersinn beginnend im Norden genannt und gehören zum Landkreis Tübingen beziehungsweise zum Zollernalbkreis¹.
Ofterdingen, Mössingen, Belsen, Hechingen ¹, Bodelshausen und Bad Sebastiansweiler.

## Geschichte
Bästenhardt ist der jüngste Mössinger Stadtteil, da es erst Ende der 1950er Jahre gegründet wurde. Archäologische Grabungen lassen jedoch den Schluss zu, dass dort schon früher Menschen gelebt haben. So wurden Grabhügel aus der Hallstatt- und Keltenzeit (um 800 bis 500 v. Chr.) gefunden.